# Genea glossata
Genea glossata là một loài ruồi trong họ Tachinidae.